# Paniza
Paniza település Spanyolországban,  Zaragoza tartományban. Paniza Cariñena, Tosos, Aladrén, Cerveruela, Villarreal de Huerva és Encinacorba községekkel határos. Lakosainak száma 575 fő (2024).

## Népesség
A település népessége az utóbbi években az alábbiak szerint változott:
| Lakosok száma | 713  | 729  | 741  | 770  | 758  | 729  | 650  | 609  | 604  | 575  |
|               | 2001 | 2004 | 2007 | 2009 | 2012 | 2014 | 2017 | 2019 | 2022 | 2024 |